# Тип 70-I
Тип 70-I – китайская самоходная гаубица, представленная в 1970 году. Это одна из первых самоходных артиллерийских систем собственной разработки Китая.
Эта безбашенная артиллерийская система похожа на САУ времен Второй мировой войны. Такая самоходная гаубица дешевле в изготовлении по сравнению с обычными артиллерийскими системами,  однако она имеет ряд недостатков, в том числе плохую защиту экипажа.

## Вооружение
Тип 70-I вооружен 122-мм буксируемой гаубицей Тип 54, являющейся копией советской М-30. Максимальная дальность стрельбы составляет 11,8 км.
Вспомогательное вооружение состоит из пулемета калибра 7,62 мм. Машина не имеет системы управления огнем.
В качестве боеприпасов можно было использовать 122-мм осколочно-фугасные, дымовые, осветительные и агитационные снаряды.
Максимальная скорострельность самоходной гаубицы составляла 5-6 выстрелов в минуту.

## Экипаж
Экипаж машины состоял из 5-7 человек: командира, механика-водителя, наводчика и заряжающих. Водитель располагался слева, а командир справа.
Водительское отделение было оборудовано инфракрасной системой ночного видения. Остальные пассажиры самоходной установки располагались в десантном отделении в задней части машины.

## Двигатель
Двигатель располагался в бронированном отсеке за сиденьем командира. Тип 70-I оснащался шестицилиндровым двигателем мощностью 260 л.с, который являлся модификацией
советского двигателя В-2-34. Позднее двигатель был заменен на 8-цилиндровый дизель воздушного охлаждения компании Deutz AG. САУ могла также передвигаться по воде.